# Varsity Fanclub
Varsity Fanclub (også kendt som VFC) er en amerikansk vokalgruppe fra Los Angeles, Californien.
De blev opdaget i år 2006, og samarbejdede oprindeligt med Capitol Records. Medlemmerne hed Bobby Edner, David Lei Brandt, Drew Ryan Scott, Jayk Purdy og Thomas Fiss. Thomas besluttede dog i 2009 at gå solo, så der kom en ny sanger ind i gruppen, T.C Carter.